# Hypsacantha
Hypsacantha crucimaculata es una especie de araña araneomorfa de la familia Araneidae. Es el único miembro del género monotípico Hypsacantha. Es originaria de África subsahariana.